# Produzione poetica di Stalin

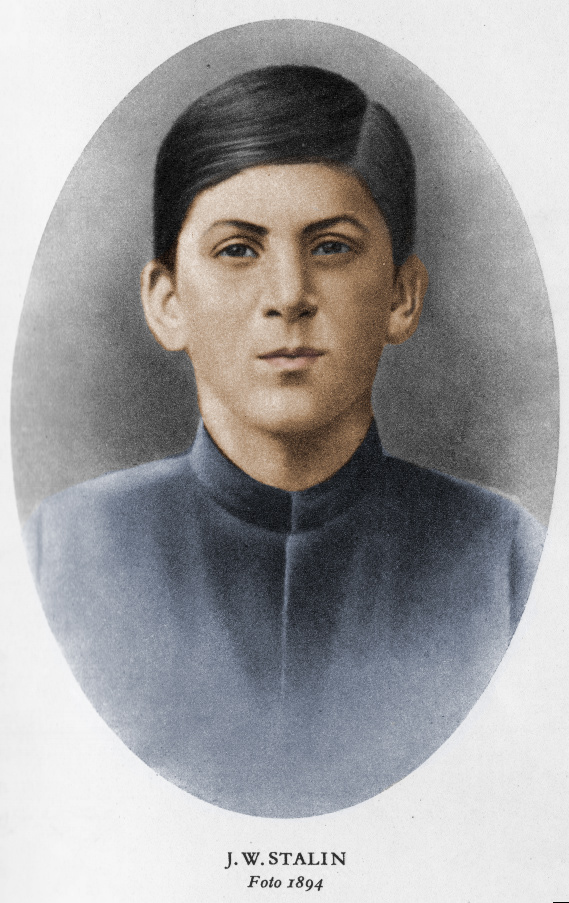
Ritratto di Stalin del 1894, all'epoca della sua attività poetica

Prima di diventare un rivoluzionario bolscevico e il Segretario Generale del Partito Comunista dell'Unione Sovietica, Iosif Stalin fu un promettente poeta amatoriale. Continuò a pubblicare poesie anche durante la sua carriera politica ma solo in formato anonimo (sicché alcune sono andate oggi perdute).Iosif Stalin amava leggere poesie gregoriane e a sua volta scriverle, era il suo passatempo preferito prima di entrare a fare parte della vita politica

## Le poesie
Come a tutti i bambini georgiani dell'epoca, a Iosif Vissarionovič Džugašvili - che sarebbe poi stato soprannominato Stalin, cioè l'uomo d'acciaio - fu inculcata l'epica nazionale, rappresentata soprattutto dal poema Il cavaliere nella pelle di pantera (Vepkhistkaosani) di Shota Rustaveli. Da ragazzino, Iosif conosceva l'opera a memoria e leggeva con passione le altre poesie popolari del tempo, in particolare quelle di Rafael Eristavi, Ak'ak'i Tsereteli e - una volta imparato il russo - Nikolaj Alekseevič Nekrasov.
Al seminario ortodosso di Tiflis, dove fu accettato nel 1894, Stalin lesse le traduzioni di Goethe e Shakespeare e recitò Walt Whitman; in questa fase, iniziò a scrivere poesie romantiche in georgiano. Nel 1895, all'età di 17 anni, le opere di Stalin impressionarono il noto poeta Ilia Ch'avch'avadze, che ne pubblicò cinque nel suo giornale Iveria, attribuendo al poeta in erba lo pseudonimo Soselo.
Una di queste poesie, Mattina, conteneva questi versi:
"Il bocciolo rosa si è aperto,

rivolto al pallido blu viola

e agitato da una brezza leggera,

il giglio della valle si è piegato sopra l'erba.

L'allodola ha cantato nel blu scuro,

volando più alto rispetto alle nuvole

e il dolce suono dell'usignolo.

Ha cantato una canzone per i bambini dai cespugli.

Fiore, oh mia Georgia!

Regni la pace nella mia terra natale!

E possiate voi, amici, rendere nuova

la nostra Patria con lo studio!"
In totale, pare che Stalin abbia scritto 9 poesie, di cui una andata perduta: lo stile delle liriche è assolutamente conservatore e romantico, in cui spesso l'autore si concentra sulla natura al fine di esaltare - e rimpiangere - le tradizioni del passato, ormai scomparse. Il lato rivoluzionario del giovane Soselo non è da rintracciare quindi negli argomenti o nella forma, ma nella lingua in cui essi vengono espressi: scrivere in georgiano era infatti rischioso nell'impero zarista, poiché ciò poteva essere considerato un possible barlume di rivolta autonomista.
Una volta entrato nel Partito Bolscevico, Stalin smise di scrivere poesie ("ci voleva troppo tempo", disse a un amico) ma ancora nel 1907 usava il suo prestigio come Soselo per ottenere da un ammiratore le informazioni di cui aveva bisogno per l'organizzazione di una rapina in banca finalizzata all'autofinanziamento della rivoluzione. Durante le Grandi Purghe, curò la traduzione in russo de Il cavaliere nella pelle di pantera di Shota Rustaveli (da un intellettuale georgiano uscito dal carcere per lo scopo) e con competenza tradusse egli stesso alcuni distici.
Stalin ha pubblicato tutti i suoi lavori in forma anonima, senza mai riconoscerli pubblicamente: quando nel 1949, in occasione del suo 70º compleanno, Lavrenti Beria chiamò al suo seguito Boris Pasternak ed altri importanti traduttori al fine di preparare un'edizione completa delle fatiche letterarie di Stalin, il dittatore sovietico bloccò l'iniziativa.

## Ricezione
Un biografo di Stalin, Simon Sebag Montefiore, osservò che le poesie contenute in Iveria "furono molto lette e molto ammirate. Sono diventate dei classici georgiani, seppur minori, e vennero pubblicate in antologie ed insegnate agli scolari fino al 1970. La vicenda non riguardò il culto della personalità di Stalin, visto che esse risultavano come opere di un anonimo". Montefiore scrive anche che "Stalin non era un Puškin georgiano. Più che nell'immaginario romantico - in parte a quello del celebre autore russo - la loro bellezza sta nel ritmo e nel linguaggio".
Robert Service, un altro biografo di Stalin, descrisse le poesie come "abbastanza conformi alle poesie romantiche del primo XIX secolo" e come "molto convenzionali, (...) molto standardizzate e piuttosto auto-indulgenti". Le poesie di Stalin sono state tradotte in inglese da Donald Rayfield mentre in Italia furono pubblicate nel 1999 sotto la supervisione di Gianroberto Scarcia.